# When Love Takes Over
"When Love Takes Over" là một bài hát của DJ kiêm nhà sản xuất âm nhạc người Pháp David Guetta hợp tác với ca sĩ người Mỹ Kelly Rowland nằm trong album phòng thu thứ tư của anh, One Love (2009). Nó được phát hành như là đĩa đơn đầu tiên trích từ album vào ngày 21 tháng 4 năm 2009 bởi Virgin Records và EMI Records. Bài hát được viết lời bởi hai nghệ sĩ với hai thành viên Miriam Nervo và Olivia Nervo thuộc bộ đôi DJ Nervo cũng như Frédéric Riesterer, trong khi phần sản xuất được đảm nhiệm bởi Guetta và Riesterer. Đây là một bản EDM và dance-pop với nội dung đề cập đến thông điệp về sự thăng hoa mà mỗi người cảm nhận khi yêu một người khác, trong khi quá trình sản xuất của nó mang một số điểm tương đồng với đĩa đơn năm 2002 của Coldplay "Clocks." Ban đầu, "When Love Takes Over" được hình thành như là một bản nhạc không lời trong danh sách chơi nhạc của Guetta vào mùa hè năm 2008, và sau đó Rowland đã thuyết phục Guetta để cô có thể tham gia viết lời và thu âm giọng hát cho nó, sau khi đã nghe được bài hát và rất yêu thích.
Sau khi phát hành, "When Love Takes Over" nhận được những phản ứng tích cực từ các nhà phê bình âm nhạc, trong đó họ đánh giá cao giai điệu bắt tai của nó cũng như chất giọng mạnh mẽ và đầy cảm xúc của Rowland. Bài hát còn gặt hái nhiều giải thưởng và đề cử tại những lễ trao giải lớn, bao gồm hai đề cử giải Grammy cho Thu âm nhạc dance xuất sắc nhất và Thu âm phối lại xuất sắc nhất, Phi cổ điển tại lễ trao giải thường niên lần thứ 52, và chiến thắng một giải sau. "When Love Takes Over" cũng tiếp nhận những thành công vượt trội về mặt thương mại, đứng đầu các bảng xếp hạng ở Hungary, Ireland, Ý, Thụy Sĩ và Vương quốc Anh, và lọt vào top 10 ở hầu hết những quốc gia nó xuất hiện, bao gồm vươn đến top 5 ở Áo, Bỉ, Đan Mạch, Pháp, Đức, Hà Lan, Na Uy, Tây Ban Nha và Thụy Điển. Tại Hoa Kỳ, mặc dù chỉ đạt vị trí thứ 76 trên bảng xếp hạng Billboard Hot 100, nhưng nó đã trở thành đĩa đơn có thứ hạng cao nhất của Guetta lúc bấy giờ cũng như của Rowland sau bốn năm. Tính đến nay, bài hát đã bán được hơn 5.5 triệu bản trên toàn cầu, đồng thời là một trong những đĩa đơn bán chạy nhất năm 2009.
Video ca nhạc cho "When Love Takes Over" được đạo diễn bởi Jonas Åkerlund và ghi hình tại bãi biển Venice, Los Angeles, trong đó bao gồm những cảnh Rowland đi bộ trên bãi biển và Guetta đang di chuyển thiết bị DJ của anh đến đây, trước khi họ cùng nhau trình diễn bài hát trong một bữa tiệc đêm, và xen kẽ với hình ảnh nhiều nghệ sĩ đường phố tham gia vào đám đông tụ tập. Để quảng bá bài hát, hai nghệ sĩ đã trình diễn "When Love Takes Over" trên nhiều chương trình truyền hình và lễ trao giải lớn, bao gồm So You Think You Can Dance, Miss Universe năm 2009, giải thưởng Âm nhạc NRJ năm 2010 và giải thưởng Âm nhạc Thế giới năm 2010. Kể từ khi phát hành, bài hát đã được ghi nhận trong việc đem lại những tác động văn hóa đối với nhạc dance và là bước khởi đầu cho sự phát triển của trào lưu nhạc EDM trên các bảng xếp hạng ở Hoa Kỳ trong những năm tiếp theo. Đối với hai nghệ sĩ, bài hát đã khơi gợi cảm hứng để Rowland theo đuổi những âm thanh sôi động trong album tiếp theo của cô, Here I Am (2011), trong khi Guetta cho rằng "When Love Takes Over" để tạo nên nền tảng cho những khám phá âm nhạc của anh trong tương lai và truyền cảm hứng cho nam DJ đối với những âm thanh urban.

## Danh sách bài hát
| - Tải kĩ thuật số 1. "When Love Takes Over" (hợp tác với Kelly Rowland) – 3:08 - EP nhac số tại Anh quốc 1. "When Love Takes Over" (bản gốc chỉnh sửa mở rộng) – 6:46 2. "When Love Takes Over" (Electro chỉnh sửa mở rộng) – 6:56 3. "When Love Takes Over" (Norman Doray & Arno Cost phối lại) – 6:50 4. "When Love Takes Over" (Laidback Luke phối lại) – 5:35 5. "When Love Takes Over" (Blame phối lại) – 5:13 6. "When Love Takes Over" (Albin Myers phối lại) – 6:57 - Tải kĩ thuật số – Abel Ramos phối lại 1. "When Love Takes Over" (Abel Ramos Paris With Love phối) – 8:14 - Tải kĩ thuật số – Donaeo phối lại 1. "When Love Takes Over" (Donaeo phối lại) – 4:57 - Đĩa CD 2 bài 1. "When Love Takes Over" – 3:09 2. "When Love Takes Over" (Electro radio chỉnh sửa) – 3:02 - Đĩa CD 3 bài 1. "When Love Takes Over" – 3:10 2. "When Love Takes Over" (Electro radio chỉnh sửa) – 3:02 3. "When Love Takes Over" (Laidback Luke phối lại) – 6:09 - EP nhạc số tại Hoa Kỳ 1. "When Love Takes Over" (Electro radio chỉnh sửa) – 3:02 2. "When Love Takes Over" (Electro phối mở rộng) – 8:19 3. "When Love Takes Over" (Abel Ramos Paris With Love phối) – 8:14 | - Đĩa 12" maxi tại Anh quốc (1) 1. "When Love Takes Over" (Electro chỉnh sửa mở rộng) – 6:56 2. "When Love Takes Over" (Norman Doray & Arno Cost phối lại) – 6:50 3. "When Love Takes Over" (Laidback Luke phối lại) – 5:35 - Đĩa 12" maxi tại Anh quốc (2) 1. "When Love Takes Over" (bản gốc phối mở rộng) – 7:46 2. "When Love Takes Over" (Blame phối lại) – 5:19 - Đĩa 12" maxi tại Pháp (1) 1. "When Love Takes Over" (Electro mở rộng) – 8:20 2. "When Love Takes Over" (Norman Doray & Arno Cost phối) – 7:10 - Đĩa 12" maxi tại Pháp (2) 1. "When Love Takes Over" (Laidback Luke phối lại) – 6:05 2. "When Love Takes Over" (Albin Myers phối lại) – 8:27 3. "When Love Takes Over" (Abel Ramos Paris With Love phối) – 8:12 - Đĩa CD maxi 1. "When Love Takes Over" – 3:09 2. "When Love Takes Over" (Electro radio chỉnh sửa) – 3:02 3. "When Love Takes Over" (Laidback Luke phối lại) – 6:08 4. "When Love Takes Over" (Norman Doray & Arno Cost phối lại) – 7:13 5. "When Love Takes Over" (Albin Myers phối lại) – 8:29 6. "When Love Takes Over" (Abel Ramos Paris With Love phối) – 8:14 7. "When Love Takes Over" (Electro phối mở rộng) – 8:20 - EP phối lại tại Hoa Kỳ 1. "When Love Takes Over" (Albin Myers phối lại) – 8:29 2. "When Love Takes Over" (Laidback Luke phối lại) – 6:08 3. "When Love Takes Over" (Norman Doray & Arno Cost phối lại) – 7:12 |

## Thành phần thực hiện
Thu âm
- Phần nhạc "When Love Takes Over" được thực hiện năm 2008 tại Gum Prod Studios, Paris.
- Phần giọng hát được thu âm năm 2009 ở Luân Đôn và bản cuối cùng được phối khí tại Super Sonic Scale Studios.

Thực hiện
| - David Guetta – viết lời, sản xuất - Kelly Rowland – viết lời, giọng hát - Miriam Nervo – viết lời - Olivia Nervo – viết lời | - Tom Fuller - kỹ sư giọng hát - Frédéric Riesterer – viết lời, sản xuất - Véronica Ferraro – phối khí âm thanh - Bruno Gruel – hiệu chỉnh |

## Xếp hạng
| Bảng xếp hạng (2009-10)             | Vị trí cao nhất |
| ----------------------------------- | --------------- |
| Úc (ARIA)                           | 6               |
| Áo (Ö3 Austria Top 40)              | 3               |
| Bỉ (Ultratop 50 Flanders)           | 2               |
| Bỉ (Ultratop 50 Wallonia)           | 1               |
| Canada (Canadian Hot 100)           | 22              |
| Cộng hòa Séc (Rádio Top 100)        | 1               |
| Đan Mạch (Tracklisten)              | 2               |
| Châu Âu (European Hot 100 Singles)  | 1               |
| Phần Lan (Suomen virallinen lista)  | 7               |
| Pháp (SNEP)                         | 2               |
| Đức (Official German Charts)        | 2               |
| Hungary (Rádiós Top 40)             | 1               |
| Hungary (Dance Top 40)              | 8               |
| Ireland (IRMA)                      | 1               |
| Ý (FIMI)                            | 1               |
| Hà Lan (Dutch Top 40)               | 2               |
| Hà Lan (Single Top 100)             | 5               |
| New Zealand (Recorded Music NZ)     | 7               |
| Na Uy (VG-lista)                    | 4               |
| Romania (Romanian Top 100)          | 1               |
| Scotland (OCC)                      | 2               |
| Slovakia (Rádio Top 100)            | 1               |
| Tây Ban Nha (PROMUSICAE)            | 4               |
| Thụy Điển (Sverigetopplistan)       | 2               |
| Thụy Sĩ (Schweizer Hitparade)       | 1               |
| Anh Quốc (OCC)                      | 1               |
| Anh Quốc Dance (OCC)                | 1               |
| Hoa Kỳ Billboard Hot 100            | 76              |
| Hoa Kỳ Dance Club Songs (Billboard) | 1               |
| Hoa Kỳ Pop Airplay (Billboard)      | 29              |

| Bảng xếp hạng (2009)                 | Vị trí |
| ------------------------------------ | ------ |
| Australia (ARIA)                     | 28     |
| Australia Dance (ARIA)               | 8      |
| Austria (Ö3 Austria Top 75)          | 11     |
| Belgium (Ultratop 50 Flanders)       | 12     |
| Belgium (Ultratop 40 Wallonia)       | 5      |
| Canada (Canadian Hot 100)            | 92     |
| Denmark (Tracklisten)                | 8      |
| Europe (European Hot 100 Singles)    | 6      |
| France (SNEP)                        | 20     |
| Germany (Official German Charts)     | 10     |
| Hungary (Rádiós Top 40)              | 15     |
| Hungary (Dance Top 40)               | 40     |
| Ireland (IRMA)                       | 16     |
| Italy (FIMI)                         | 16     |
| Netherlands (Dutch Top 40)           | 3      |
| Netherlands (Single Top 100)         | 19     |
| New Zealand (Recorded Music NZ)      | 36     |
| Norway (VG-lista)                    | 7      |
| Spain (PROMUSICAE)                   | 20     |
| Sweden (Sverigetopplistan)           | 8      |
| Switzerland (Schweizer Hitparade)    | 2      |
| UK Singles (Official Charts Company) | 20     |
| US Hot Dance Club Songs (Billboard)  | 1      |
| Bảng xếp hạng (2010)                 | Vị trí |
| Australia Dance (ARIA)               | 43     |
| Hungary (Rádiós Top 40)              | 9      |

| Bảng xếp hạng (2000-09)             | Vị trí |
| ----------------------------------- | ------ |
| Austria (Ö3 Austria Top 40)         | 33     |
| Germany (Official German Charts)    | 59     |
| Netherlands (Dutch Top 40)          | 20     |
| US Hot Dance Club Songs (Billboard) | 33     |

## Chứng nhận
| Quốc gia                                                                           | Chứng nhận  | Số đơn vị/doanh số chứng nhận |
| ---------------------------------------------------------------------------------- | ----------- | ----------------------------- |
| Úc (ARIA)                                                                          | 2× Bạch kim | 140.000^                      |
| Áo (IFPI Áo)                                                                       | 2× Bạch kim | 60.000*                       |
| Bỉ (BEA)                                                                           | Vàng        | 0*                            |
| Canada (Music Canada)                                                              | Vàng        | 5.000^                        |
| Đan Mạch (IFPI Đan Mạch)                                                           | Bạch kim    | 0^                            |
| Pháp (SNEP)                                                                        | Vàng        | 250.000*                      |
| Đức (BVMI)                                                                         | Bạch kim    | 500.000^                      |
| Ý (FIMI)                                                                           | Bạch kim    | 30.000*                       |
| New Zealand (RMNZ)                                                                 | Vàng        | 7.500*                        |
| Tây Ban Nha (PROMUSICAE)                                                           | Bạch kim    | 40.000*                       |
| Thụy Điển (GLF)                                                                    | Vàng        | 10.000‡                       |
| Thụy Sĩ (IFPI)                                                                     | Bạch kim    | 30.000^                       |
| Anh Quốc (BPI)                                                                     | Bạch kim    | 650,000                       |
| * Chứng nhận dựa theo doanh số tiêu thụ. ^ Chứng nhận dựa theo doanh số nhập hàng. |             |                               |